# Conservatorul din Brno
Conservatorul din Brno (în cehă Konzervatoř Brno) a fost fondat la Brno la 25 septembrie 1919 de compozitorul morav Leoš Janáček.

## Istorie
Leoš Janáček a încercat să stabilească și să îmbunătățească o educație muzicală înaltă în Brno încă de la o vârstă fragedă. În 1881, a fondat Școala de orgă, dar a fost doar începutul eforturilor sale în acest domeniu. Conservatorul a fost înființat prin aderarea la Școala de orgă, la școala de muzică din Beseda brněnská și la școala de muzică din Vesna (asociație de educație pentru femei cu sediul în Brno). Inițial, s-a aflat într-o „vilă grecească”, la colțul străzilor Smetanova și Kounicova. A fost fostul sediu al Școlii de orgă (din 1907). Janáček a fost primul director al conservatorului, dar școala a devenit faimossă abia în timpul conducerii succesorului său, Jan Kunc⁠(d). 
Clădirea conservatorului a fost proiectată în 1899 în stilul neo-renascentist de către germanul Wanderley. A fost sediul Institutului Profesoral German, fondat de împăratul Franz Joseph I al Austriei. Pe placa comemorativă a clădirii scrie: „Kaiser Franz Josef I. widmete dieses Haus der Bildung von Volksschullehrern 1872. „ („Împăratul Franz Josef I a dedicat această casă pentru a servi învățătura publică 1872”).
În perioada ocupației germane a Cehoslovaciei, școala a devenit un centru important al tradiției culturale cehe și morave.
Jan Kunc a rămas director până în 1945. Printre directori importanți se numără pianistul și muzicologul Ludvík Kundera și teoreticianul și compozitorul muzical Zdeněk Blažek.
Din 1919 până în 1928, Conservatorul din Brno a avut două cursuri de master destinate compozitorilor și pianiștilor. Statutul oficial al școlii era mai scăzut decât nivelul universitar, cu toate acestea, calitatea cursurilor a fost rezonabil de bună.
Departamentul de dans a fost parte a conservatorului din 1946. Departamentul a fost însă separat și a devenit independent din 1986.
Din 2011, Conservatorul din Brno are cursuri pentru toate instrumentele orchestrei simfonice standard. În plus, școala oferă predare de chitară, acordeon, cimbalom, recorder, compoziție, dirijat și cânt.
Conservatorul din Brno organizează în mod regulat concerte și spectacole de teatru și colaborează cu Orchestra Filarmonicii din Brno.

## Profesori (în trecut și în prezent)
- Josef Blatný, compoziție
- Jan Kunc⁠(d), compoziție
- Ludvík Kundera, pian
- Vilém Kurz⁠(d), pian
- Jaroslav Kvapil, compoziție
- Vilém Petrželka⁠(d), compoziție
- Jan Škrdlík⁠(d), violoncel

## Absolvenți
- Igor Ardašev⁠(d), pianist
- Břetislav Bakala⁠(d), dirijor, pianist, compozitor
- Aleš Bárta⁠(d), organist
- Josef Berg⁠(d), compozitor
- Libuše Domanínská⁠(d), soprană
- Rudolf Firkušný⁠(d), pianist
- Michaela Fukačová⁠(d), violoncelist
- Pavel Haas⁠(d), compozitor
- Josef Horák⁠(d), clarinetistul bas
- František Jílek⁠(d), dirijor
- Vítězslava Kaprálová⁠(d), compozitor, dirijor
- Ctirad Kohoutek⁠(d), compozitor
- Vlastimil Lejsek⁠(d), compozitor, pianist
- Zdeněk Mácal⁠(d), dirijor
- Jan Novák, compozitor
- Ludvík Podéšť⁠(d), compozitor
- Theodor Schaefer⁠(d), compozitor
- Yngve Sköld⁠(d), compozitor, pianist
- František Šolc⁠(d), cornist
- Stanislav Vavřínek⁠(d), flautist, dirijor
- Jiří Halíř, profesor, gastronomie celebru